# 普拉滕擬麗脂鯉
普拉滕擬麗脂鯉，為輻鰭魚綱脂鯉目脂鯉亞目脂鯉科的其中一個種，為熱帶淡水魚，分布於南美洲烏拉圭河流域，棲息在底中層水域，生活習性不明。